# Juegos Suramericanos de 1978
Los I Juegos Suramericanos fueron realizados en la ciudad de La Paz, Bolivia, entre el 3 y el 12 de noviembre de 1978. Cochabamba y Santa Cruz de la Sierra apoyaron como subsedes para cierto eventos deportivos. 

## Equipos participantes
Llamados I Juegos Deportivos Cruz del Sur y organizados por la Organización Deportiva Suramericana (ODESUR), participaron 480 atletas de 8 países Suramericanos: Argentina, Brasil, Bolivia, Chile, Ecuador, Perú, Paraguay y Uruguay.

## Deportes
Se disputaron 16 modalidades: Atletismo, Baloncesto, Béisbol, Boxeo, Ciclismo, Ecuestres, Esgrima, Fútbol, Gimnasia artística, Judo, Levantamiento de pesa, Luchas, Natación, Tenis, Tiro y Voleibol.
| - Atletismo - Baloncesto - Béisbol - Boxeo | - Ciclismo - Equitación - Esgrima - Fútbol | - Gimnasia artística - Judo - Halterofilia - Lucha | - Natación - Tenis - Tiro olímpico - Voleibol |

## Medallero
La tabla se encuentra ordenada por la cantidad de medallas de oro, plata y bronce.
Si dos o más países igualan en medallas, aparecen en orden alfabético.
Fuente: Organización Deportiva Suramericana (ODESUR). País anfitrión en negrita.
| Núm.  | País      | Oro | Plata | Bronce | Total | Orden por Total |
| ----- | --------- | --- | ----- | ------ | ----- | --------------- |
| 1     | Argentina | 91  | 53    | 45     | 189   | 1               |
| 2     | Chile     | 31  | 25    | 20     | 76    | 3               |
| 3     | Bolivia   | 20  | 42    | 44     | 106   | 2               |
| 4     | Ecuador   | 13  | 8     | 6      | 27    | 6               |
| 5     | Perú      | 9   | 16    | 10     | 35    | 4               |
| 6     | Uruguay   | 4   | 16    | 12     | 32    | 5               |
| 7     | Paraguay  | 2   | 3     | 4      | 9     | 7               |
| 8     | Brasil    | 1   | 0     | 0      | 1     | 8               |
| TOTAL | TOTAL     | 171 | 163   | 141    | 475   |                 |

| Predecesor: No Tiene | Juegos Suramericanos La Paz 1978 | Sucesor: Rosario 1982 |